# Saint-Bonnet-lès-Allier
Saint-Bonnet-lès-Allier là một xã ở tỉnh Puy-de-Dôme trong vùng Auvergne-Rhône-Alpes miền trung nước Pháp.